# Peter-Lee Vassell
Pour les articles homonymes, voir Vassell.
Peter-Lee Vassell, né le 3 février 1998 à la Saint James en Jamaïque, est un footballeur international jamaïcain. Il joue au poste de milieu offensif à l'Athletic de Hartford en USL Championship.

## Biographie

### En équipe nationale
Il joue son premier match en équipe de Jamaïque le 25 mars 2018, en amical contre Antigua-et-Barbuda (score : 1-1). Il inscrit son premier but le 29 avril 2018, contre cette même équipe (victoire 0-2).
Par la suite, le 17 août de la même année, il est l'auteur d'un doublé lors d'un match amical contre Grenade (victoire 1-5). Seulement trois jours plus tard, il inscrit un nouveau but en amical contre La Barbade (score : 2-2).
Il participe ensuite aux tours préliminaires de la Ligue des nations de la CONCACAF. À cette occasion, il inscrit un but contre Bonaire le 14 octobre 2018 (victoire 0-6).

## Palmarès
- Supporters' Shield 2019